# Телецентрична лінза

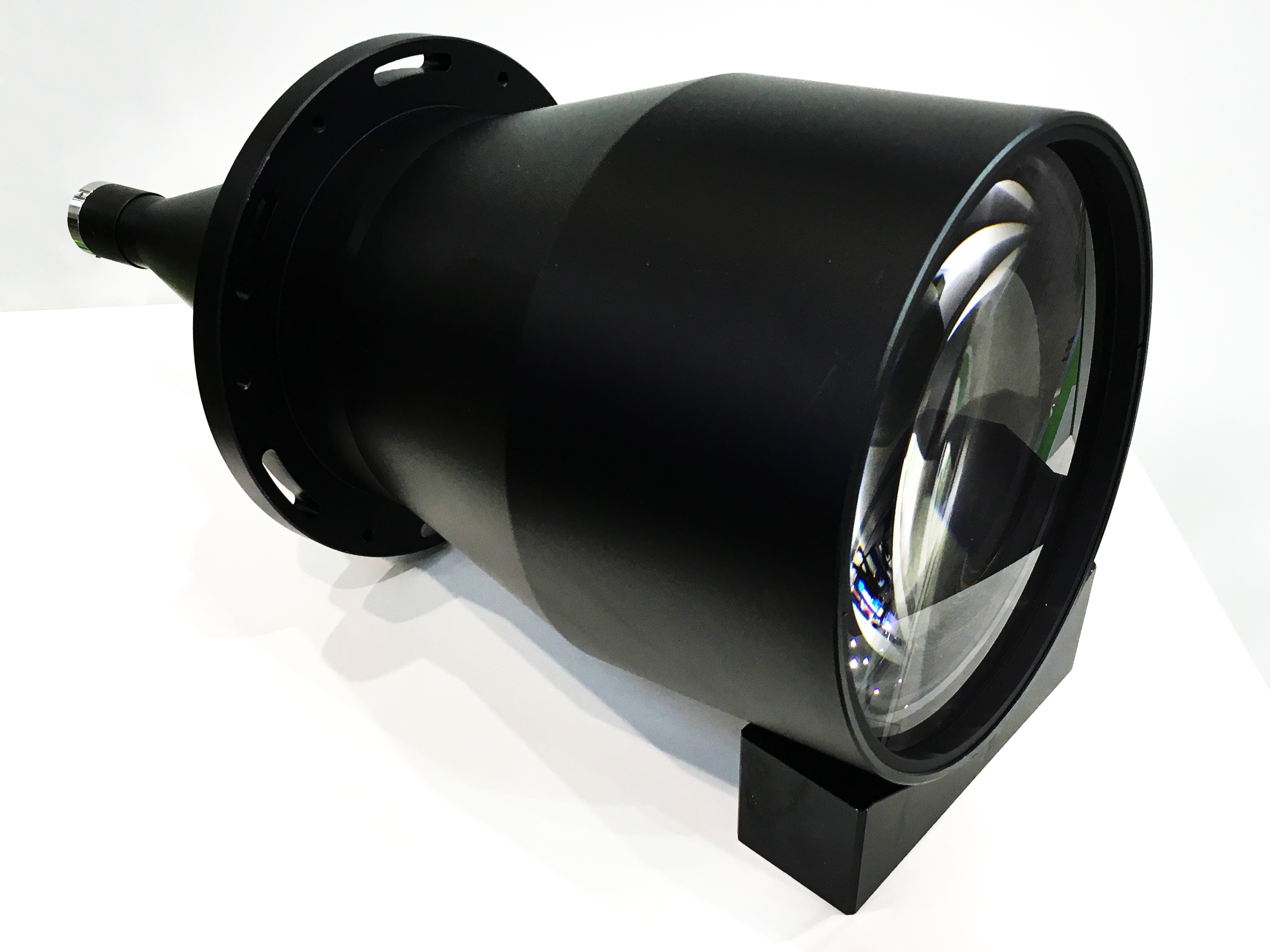
Бітелецентричний об'єктив діаметром 208 мм та кріпленням C.

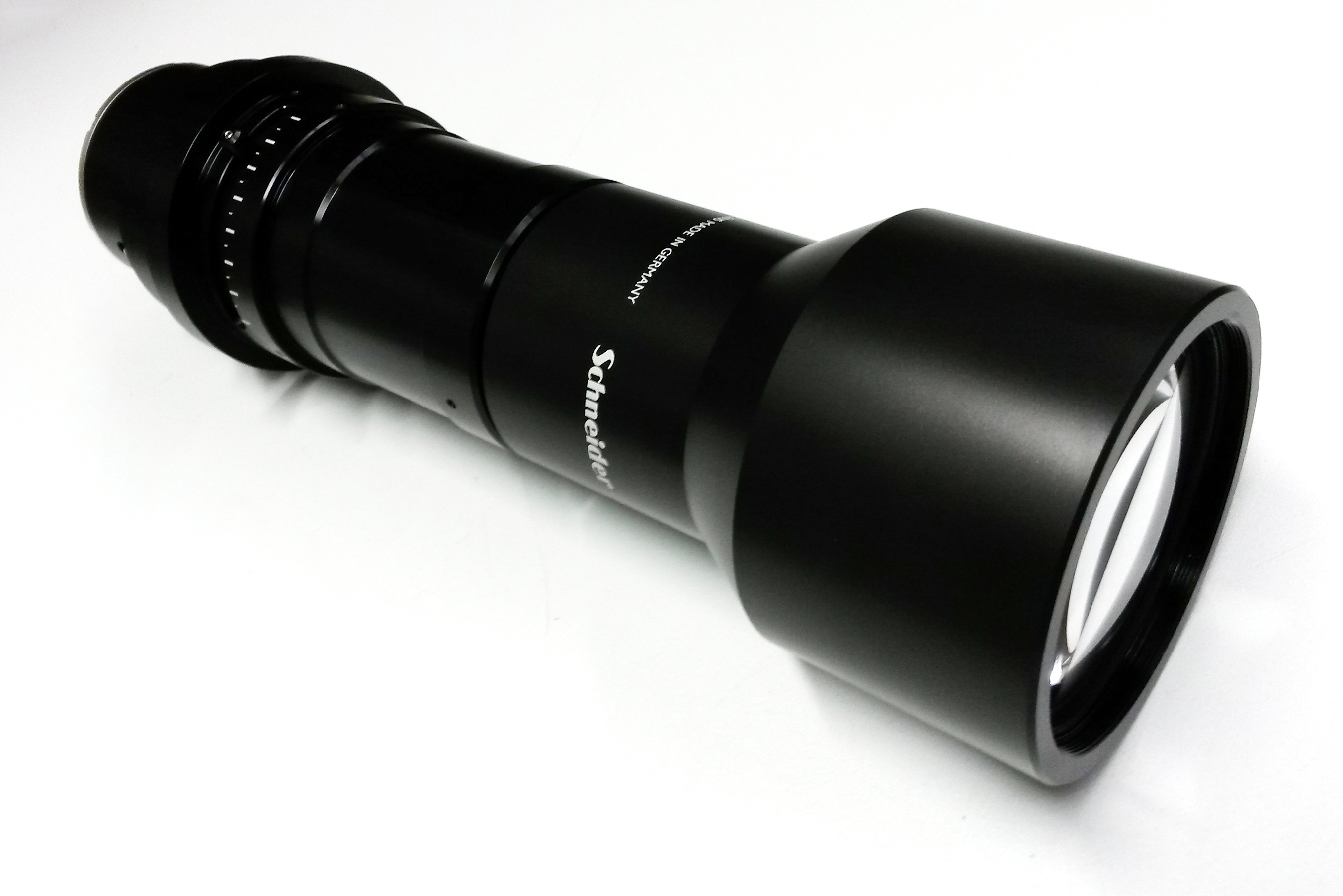
Бі-телецентрична лінза

Порівняння звичайної лінзи (1), телецентричної лінзи предметного простору (2), телецентричної лінзи простору зображення (3) та бітелецентричної лінзи (4)

Телецентрична лінза — складена лінза, яка має вхідну або вихідну зіницю на нескінченності; у попередньому випадку це дає орфографічний вигляд предмета. Це означає, що основні промені (косі промені, які проходять через центр зупинки апертури) паралельні оптичній осі перед або поза системою, відповідно. Найпростіший спосіб зробити телецентричну лінзу — це зупинити діафрагму в одній з фокусних точок лінзи.
Вхідна зіниця на нескінченності робить об'єктив — простірово телецентричним. Такі лінзи використовуються в системах машинного зору, оскільки збільшення зображення не залежить від відстані або положення об’єкта в полі зору.
Вихідна зіниця на нескінченності робить простір зображення об'єктивом телецентричним. Такі лінзи використовуються з датчиками зображення, які не переносять широкого діапазону кутів падіння. Наприклад, кольорова призма-роздільник пучків із трьома ПЗС найкраще працює з телецентричною лінзою, а багато цифрових датчиків зображення мають мінімум кольорових перехресних перешкод і проблем із затіненням при використанні з телецентричними лінзами.
Якщо обидві зіниці знаходяться на нескінченності, лінза є подвійною телецентричною (або бітелецентричною).

## Предметно-космічні телецентричні лінзи

Ідеалізована телецентрична лінза об'єкт-простір з одним тонким позитивним елементом має діафрагму на одну фокусну відстань за цим елементом

Нетелецентричні лінзи демонструють різне збільшення об'єктів на різній відстані від лінзи. Більшість лінз є ентоцентричними — об'єкти, знаходяться далі, мають менше збільшення. Для перицентричних лінз об'єкти, що знаходяться далі, мають більше збільшення. Варіація збільшення на відстань викликає кілька проблем для машинного зору та інших застосувань:
- Видимий розмір предметів змінюється залежно від відстані від камери .
- Деякі об’єкти або предмети можуть бути приховані об’єктами, які знаходяться ближче до об’єктива.
- Видима форма предметів змінюється залежно від відстані від центру поля зору (FOV). Об'єкти, що з'являються близько до країв, розглядаються під кутом, тоді як об'єкти поблизу центру FOV розглядаються фронтально (кола біля центру FOV стають яйцеподібними при переміщенні до периферії).

Телецентричні лінзи, навпаки, забезпечують ортографічну проєкцію, забезпечуючи однакове збільшення на всі відстані. Об'єкт, який знаходиться занадто близько або занадто далеко від об'єктива, все ще може бути поза фокусом, але отримане розмите зображення матиме той самий розмір, що і правильно сфокусоване зображення.
Оскільки їх зображення мають постійне збільшення та геометрію, телецентричні лінзи використовуються для метрологічних застосувань, коли система машинного зору повинна визначати точний розмір об’єктів незалежно від їхнього положення в зоні FOV і навіть тоді, коли на їх відстань впливає певний ступінь невідомих варіацій. Ці лінзи також часто використовуються в оптичній літографії для формування візерунків на напівпровідникових чіпах.
Предметно-космічні телецентричні лінзи мають вхідну зіницю нескінченно далеко позаду лінзи; тобто якщо дивитись спереду лінзи, зображення апертури дуже далеко.
Телецентричні лінзи, як правило, більші, важчі та дорожчі, ніж звичайні лінзи з подібною фокусною відстанню та числом f . Частково це пов’язано з додатковими компонентами, необхідними для досягнення телецентричності, а частково з того, що об’єкт чи елементи лінзи зображення об’єкта або телецентричної лінзи в просторі зображення повинні бути принаймні такими великими, як найбільший об’єкт для фотографування або зображення, яке має бути сформовано. Станом на  2006  , ці лінзи можуть коштувати від сотень до тисяч доларів США або євро, залежно від якості. Через передбачуване застосування, телецентричні лінзи часто мають вищу роздільну здатність і пропускають більше світла, ніж звичайні фотооб'єктиви.
Для оптимізації телецентричного ефекту ці лінзи часто використовуються разом з телецентричними (або «колімірованими») опромінювачами, які виробляють паралельний світловий потік, часто від світлодіодних джерел.

## Телецентричні лінзи із простором зображення
Телецентрична лінза із простором зображення (або на стороні зображення) створює зображення однакового розміру незалежно від відстані між лінзою та плівкою чи датчиком зображення . Це дозволяє сфокусувати об’єктив на різну відстань, не змінюючи розмір зображення. Телецентричні лінзи простору зображення мають вихідну зіницю нескінченно далеко перед лінзою; тобто якщо заглянути в задню частину лінзи, зображення апертури дуже далеко.
На плівці або датчику зображення всі основні промені цих лінз потрапляють "прямо" або під нульовим кутом падіння. Ця властивість мінімізує будь-яку залежність кута падіння датчика або будь-якої призми-роздільника пучка за об'єктивом, наприклад, призми розділення кольорів у камері з трьома CCD. Багато об'єктивів, які були спеціально оптимізовані для цифрових дзеркальних камер, майже телецентричні на стороні зображення, щоб уникнути віньєтування та кольорових перехресних зв’язків, які виникають у датчиках цифрових зображень на основі кольорових фільтрів із косими променями, що падають. Система " Чотири третини" використовує цей підхід.
Оскільки конуси променів, що наближаються до поверхні детектора, мають однаковий кут падіння та кутовий рівень напруги скрізь у площині зображення, зображення рівномірно висвітлюється. Ця функція зазвичай використовується у фотографії та дуже корисна для радіометричних та кольорових вимірювань, де потрібно, щоб освітленість була однаковою незалежно від положення поля.
Лінзи, що мають подвійне телецентричне збільшення, мають точніше постійне збільшення, ніж ті, що мають лише телецентричну спрямованість з боку об'єкта, оскільки основне положення перехоплення променя на детекторі не змінюється. Ця властивість дозволяє точно вимірювати об'єкти незалежно від їх положення. 